# Fale Rossby’ego
Fale Rossby’ego (fale planetarne, ang. Rossby waves) – fale związane z ruchem wielkoskalowym w atmosferze lub oceanie. Ich dynamika związana jest ze zmianą siły Coriolisa wraz z szerokością geograficzną.

## Atmosferyczne fale Rossby’ego

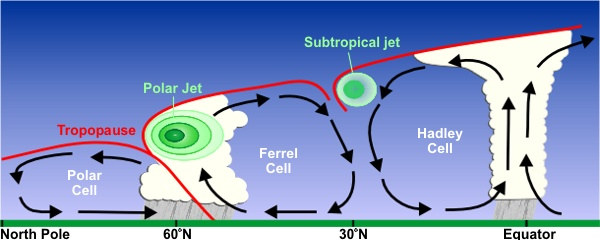
Przekrój przez atmosferę z południa na północ Prąd polarny jest zaznaczony kolorem zielonym. ten prąd strumieniowy jest związany z komórką Ferrela i początkowym przepływem z południa, który jest odchylany przez siłę Coriolisa na prawo aż tworzy przepływ z zachodu na wschód w górnych warstwach atmosfery.

Zafalowania (fale Rossby’ego) na półkuli północnej prądu strumieniowego (a), (b); odcięcie obszaru zimnego powietrza (c). Brązowy – cieplejsze masy powietrza; niebieski – zimniejsze masy powietrza, różowy kolor – prąd strumieniowy.

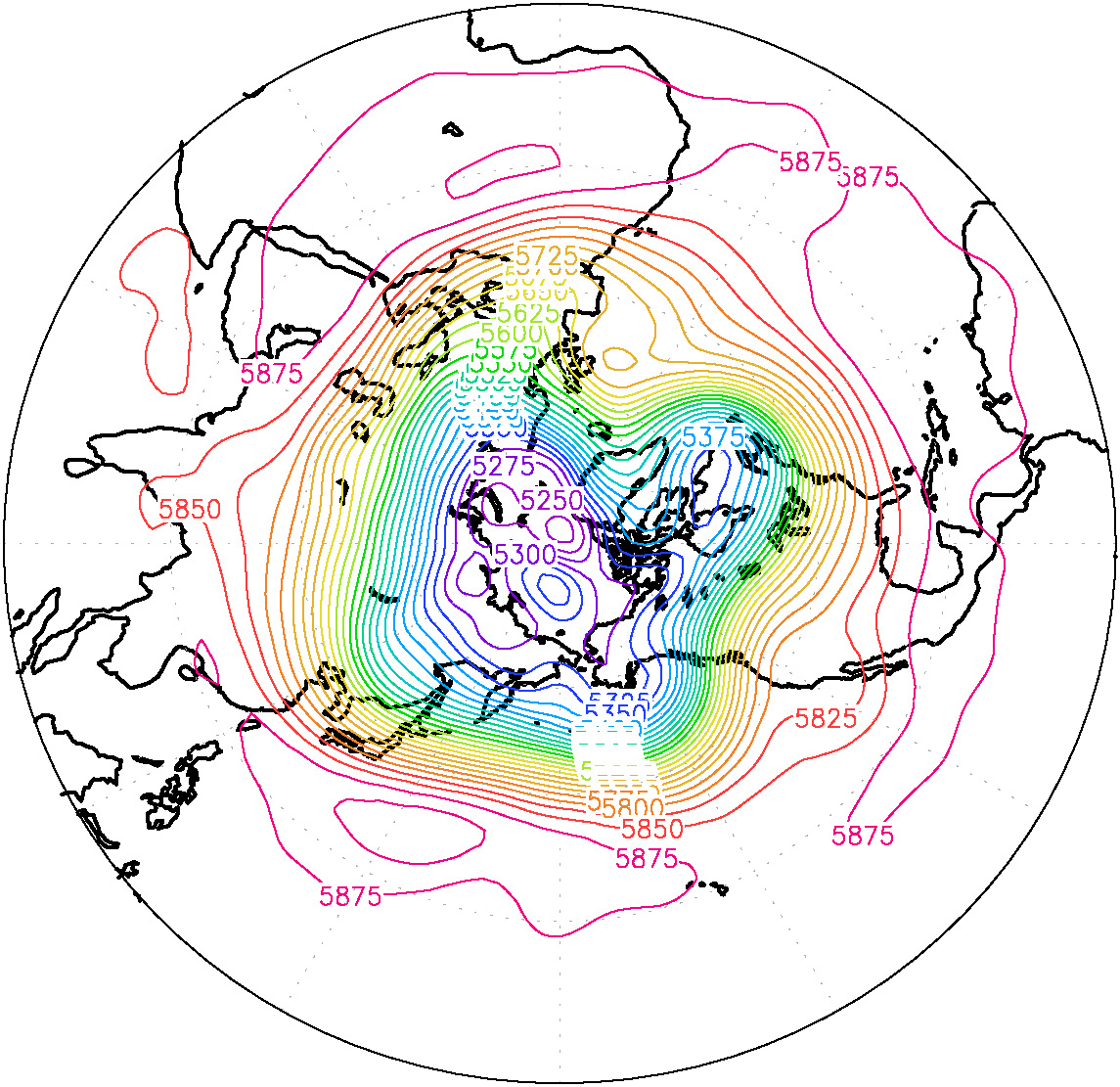
Wysokość geopotencjału w metrach na powierzchni 500 mb (około 5 km nad Ziemią) pomiędzy 9–21 października 2010. Widoczne są fale Rossby’ego ze strefową liczbą falową 4. Wiatr geostroficzny wieje równolegle do linii stałego geopotencjału.

W średnich szerokościach geograficznych wielkoskalowe fale atmosferyczne związane są z silnymi prądami powietrza w górnej atmosferze (ok. 5–10 km ponad powierzchnią Ziemi) wiejącymi z zachodu na wschód. Prądy te występują w atmosferze przez cały rok i są silniejsze w zimie niż w lecie ponieważ ich genezą są różnice temperatury pomiędzy równikiem a biegunem i związane z nimi merydionalne (południkowe) komórki Hadleya oraz Ferrela. Te meandry prądu strumieniowego na froncie polarnym zostały opisane po raz pierwszy przez Carla-Gustafa Rossby’ego.
Fale te mają fundamentalne znaczenie dla pogody w średnich szerokościach geograficznych. Krótsze z tych fal (o długości 1000–4000 km) są falami związanymi z niżami w średnich szerokościach i zjawiskami pogody – przejściem frontów atmosferycznych. Te względnie krótkie fale poruszają się wzdłuż grzbietów i dolin dłuższych fal Rossby’ego (>4000 km), które z kolei są istotne dla średnioterminowej prognozy pogody i dla ogólnej cyrkulacji na powierzchni Ziemi w różnych sezonach.

### Planetarne fale Rossby’ego
W średnich szerokościach na Ziemi można zaobserwować, zwłaszcza na górnych mapach rozkładu ciśnienia, że istnieją silne odchylenia od czysto strefowego przepływu wiatru z zachodu na wschód. Te odchylenia są związane z wpływem gór oraz z kontrastem pomiędzy oceanem i lądem. Na półkuli północnej Góry Skaliste, które maja przebieg z północy na południe oraz kontrasty ląd-ocean pomiędzy Ameryką Północną i Oceanem Spokojnym i Oceanem Atlantyckim wpływają na powstawanie fal w czysto strefowym przepływie.
Liczba długości fal mieszczących się wzdłuż równoleżnika na danej szerokości geograficznej wokół Ziemi określa ich długość.
Strefowa liczba falowa 0 odpowiada przepływowi strefowemu (wiatry wiejące z zachodu na wschód), który jest symetryczny wokół osi Ziemi. Fale 1–5 klasyfikuje się jako długie fale planetarne i są utożsamiane w literaturze meteorologicznej z planetarnymi falami Rossby’ego. Prędkość fazowa fal Rossby’ego jest opisana przez zależność:
{\displaystyle c\equiv {\frac {\omega }{k}}=U-{\frac {\beta }{(k^{2}+l^{2})}},}
{\displaystyle k} i {\displaystyle l} są liczbami falowymi w kierunku południkowym i równoleżnikowym, parametr beta jest zdefiniowany jako
{\displaystyle \beta ={\frac {\partial f}{\partial y}}={\frac {1}{a}}{\frac {d}{d\phi }}(2\Omega \sin \phi )={\frac {2\Omega \cos \phi }{a}},}
gdzie:
{\displaystyle \lambda } – długość fali,
{\displaystyle a} – promień Ziemi,
{\displaystyle \varphi } – szerokość geograficzna,
{\displaystyle U} – średni przepływ strefowy.
Ze wzoru na prędkość fazową wynika, że względem średniego przepływu o prędkości U grzbiety fal Rossby’ego mogą poruszać się tylko ze wschodu na zachód. Prędkość fal Rossby’ego zależy od ich długości – tego typu fale są dyspersyjne. Krótkie fale (duża strefowa liczba falowa) poruszają się szybko, natomiast długie fale (mała strefowa liczba falowa) poruszają się wolniej. Planetarne fale Rossby’ego mogą być stacjonarne (prędkość fazowa 0) wtedy ich prędkość względem przepływu średniego jest
{\displaystyle U_{s}={\frac {\beta }{(k^{2}+l^{2})}}.}
Wprawdzie prędkość fazowa fal Rossby’ego jest zawsze ze wschodu na zachód, ale ich prędkość grupowa
{\displaystyle c_{g}\equiv {\frac {\partial \omega }{\partial k}}=U+{\frac {\beta (k^{2}-l^{2})}{(k^{2}+l^{2})^{2}}},}
może mieć składową z zachodu na wschód. To, że fale są stacjonarne (prędkość fazowa równa 0) nie oznacza, że ich prędkość grupowa, która przekazuje energię, jest 0. Stacjonarne fale Rossby’ego odpowiadają za telekonekcje pomiędzy odległymi geograficznie obszarami. Innymi słowy, lokalnie wymuszone fale Rossby’ego, dla przykładu ponad masywami górskimi, propagują się na duże odległości od zaburzenia i mogą wpływać na pogodę w tych obszarach.

### Barotropowe fale Rossby’ego w stałym przepływie równoleżnikowym
Załóżmy, że płyn (dla przykładu powietrze) porusza się ze stałą w czasie i przestrzeni prędkością równoleżnikową oznaczoną przez {\displaystyle U.} Niech {\displaystyle {\vec {u}}=<u,v>} będzie całkowitą poziomą prędkością wiatru, gdzie {\displaystyle u} i {\displaystyle v} są składowymi wiatru w kierunku {\displaystyle x} (długość geograficzna) oraz {\displaystyle y} (szerokość geograficzna). Całkowitą prędkość wiatru można zapisać jako sumę średniego i niezmiennego przepływu w kierunku równoleżnikowym oraz małe zaburzenie prędkości wiatru {\displaystyle u'} i {\displaystyle v'} nałożone na ten przepływ średni.
{\displaystyle u=U+u'(t,x,y),}
{\displaystyle v=v'(t,x,y).}
Zakładamy, że zaburzenie jest znacznie mniejsze niż średni przepływ.
{\displaystyle U\gg u',v'.}
Wirowość względna {\displaystyle \eta ,} u’ oraz v’ mogą być zapisane z użyciem funkcji prądu {\displaystyle \psi .} Można tak zrobić, bo zakładając przepływ bezdywergencyjny (równanie ciągłości), funkcja prądu opisuje całkowicie przepływ.
{\displaystyle u'={\frac {\partial \psi }{\partial y}},}
{\displaystyle v'=-{\frac {\partial \psi }{\partial x}},}
{\displaystyle \eta =\nabla \times (u'{\boldsymbol {\hat {\imath }}}+v'{\boldsymbol {\hat {\jmath }}})=-\nabla ^{2}\psi .}
Załóżmy, że cząstka próbna powietrza nie ma wirowości względnej przed zaburzeniem (jednorodny rozkład prędkości {\displaystyle U} nie ma wirowości), ale ma wirowość planetarną {\displaystyle f,} która zależy od szerokości geograficznej, zależność ta spowoduje zmianę przepływu zależną od szerokości geograficznej i wirowość względna będzie się zmienić ze względu na zasadę zachowania wirowości potencjalnej. Skoro {\displaystyle U\gg u',} to zaburzenie przepływu nie powoduje przenoszenia wirowości względnej.
{\displaystyle {\frac {d(\eta +f)}{dt}}=0={\frac {\partial \eta }{\partial t}}+U{\frac {\partial \eta }{\partial x}}+\beta v',}
gdzie parameter beta jest zdefiniowany jako {\displaystyle \beta ={\frac {\partial f}{\partial y}}.} Wykorzystując definicję funkcji prądu mamy
{\displaystyle 0={\frac {\partial \nabla ^{2}\psi }{\partial t}}+U{\frac {\partial \nabla ^{2}\psi }{\partial x}}+\beta {\frac {\partial \psi }{\partial x}}.}
Rozważmy teraz falę przemieszczającą się z równoleżnikową i południkową liczbą falową {\displaystyle k,} {\displaystyle l} i częstością {\displaystyle \omega }
{\displaystyle \psi =\psi _{0}e^{i(kx+ly-\omega t)}.}
Z podstawienia funkcji do równania ruchu dostajemy zależność dyspersyjną fali:
{\displaystyle \omega =Uk-\beta {\frac {k}{k^{2}+l^{2}}}.}
Równoleżnikowa (kierunek-x) prędkość fazowa i prędkość grupowa fal Rossby’ego są opisane przez zależności:
{\displaystyle c\equiv {\frac {\omega }{k}}=U-{\frac {\beta }{(k^{2}+l^{2})}},}
{\displaystyle c_{g}\equiv {\frac {\partial \omega }{\partial k}}=U-{\frac {\beta (l^{2}-k^{2})}{(k^{2}+l^{2})^{2}}},}
{\displaystyle \beta ={\frac {\partial f}{\partial y}}={\frac {1}{a}}{\frac {d}{d\phi }}(2\Omega \sin \phi )={\frac {2\Omega \cos \phi }{a}}.}
gdzie: {\displaystyle c} jest prędkością fazową, {\displaystyle c_{g}} jest prędkością grupową, {\displaystyle U} jest prędkością średniego przepływu z zachodu na wschód, {\displaystyle \beta } jest parametrem Rossby’ego, {\displaystyle k} jest równoleżnikową liczbą falową, {\displaystyle l} jest południkową liczbą falową. Równoleżnikowa prędkość fazowa fali Rossby’ego ma kierunek ze wschodu na zachód względem średniego przepływu {\displaystyle U,} ale prędkość grupowa fal Rossby’ego może być ze wschodu na zachód lub z zachodu na wschód w zależności od liczby falowej.
Jeżeli beta znika {\displaystyle \beta =0} to fale Rossby’ego nie występują; fale Rossby’ego zależą nie od wartości siły Coriolisa, ale od jej zmiany przypadającej na jednostkę długości (wirowości planetarnej). Oznacza to, że fale Rossby’ego powstają na równiku jako równikowe fale Rossby’ego, mimo że na równiku siła Coriolisa na ciało poruszające się poziomo jest równa zero, ale parametr beta {\displaystyle \beta >0} wyrażający zmianę siły Coriolisa na jednostkę długości wzdłuż południka jest największa na równiku.